# Portrait d'Achille Emperaire
Le Portrait d'Achille Emperaire est une peinture à l'huile sur toile (200 × 120 cm), réalisée entre 1867 et 1868 par le peintre français Paul Cézanne. Il est conservé au Musée d'Orsay à Paris.

## Histoire
Achille Emperaire aixois comme Cézanne, de dix ans son aîné, était également artiste-peintre et souffrait de nanisme. Ils firent connaissance à l'atelier parisien de Charles Suisse, au début des années 1860, et entretinrent durant au moins une décennie des liens amicaux étroits.
Cézanne se souvient avec attendrissement de ce compagnon de jeunesse, en affirmant: "C'est un garçon de grand talent, et il n'y avait rien qui lui fût caché de l'art des Vénitiens. Je l'ai souvent vu les égaler !".
Malheureusement, pauvre et malchanceux, il n'obtiendra aucune notoriété et l'on ne conserve d'Achille Emperaire qu'un nombre d'oeuvres assez réduit, d'un tempérament fougueux.

## Description
Achille Emperaire est représenté dans un style mettant en avant le côté maladif du sujet, assis dans une chaise à haut dossier couverte d'une housse fleurie semblable à un trône, vu de face, en  tenue d'intérieur, les pieds posés sur une chaufferette.

## Histoire du tableau
Ce tableau a été  refusé au salon de 1870.
Jusqu'en 1892, il se trouvait dans la collection du père Père Tanguy, puis a circulé dans plusieurs collections privées avant d'être donné à l'Etat français en 1964.